# فرودگاه بین‌المللی تیانجین بینهای
فرودگاه بین‌المللی تیانجین بینهای (به انگلیسی: Tianjin Binhai International Airport) یک فرودگاه همگانی مسافربری با کد یاتا TSN است که یک باند فرود بتن دارد و طول باند آن ۳۶۰۰ متر است. این فرودگاه در شهر تیانجین کشور چین قرار دارد و در ارتفاع ۳ متری از سطح دریا واقع شده‌است.

## شرکت‌های هواپیمایی و مقصدهای پروازی

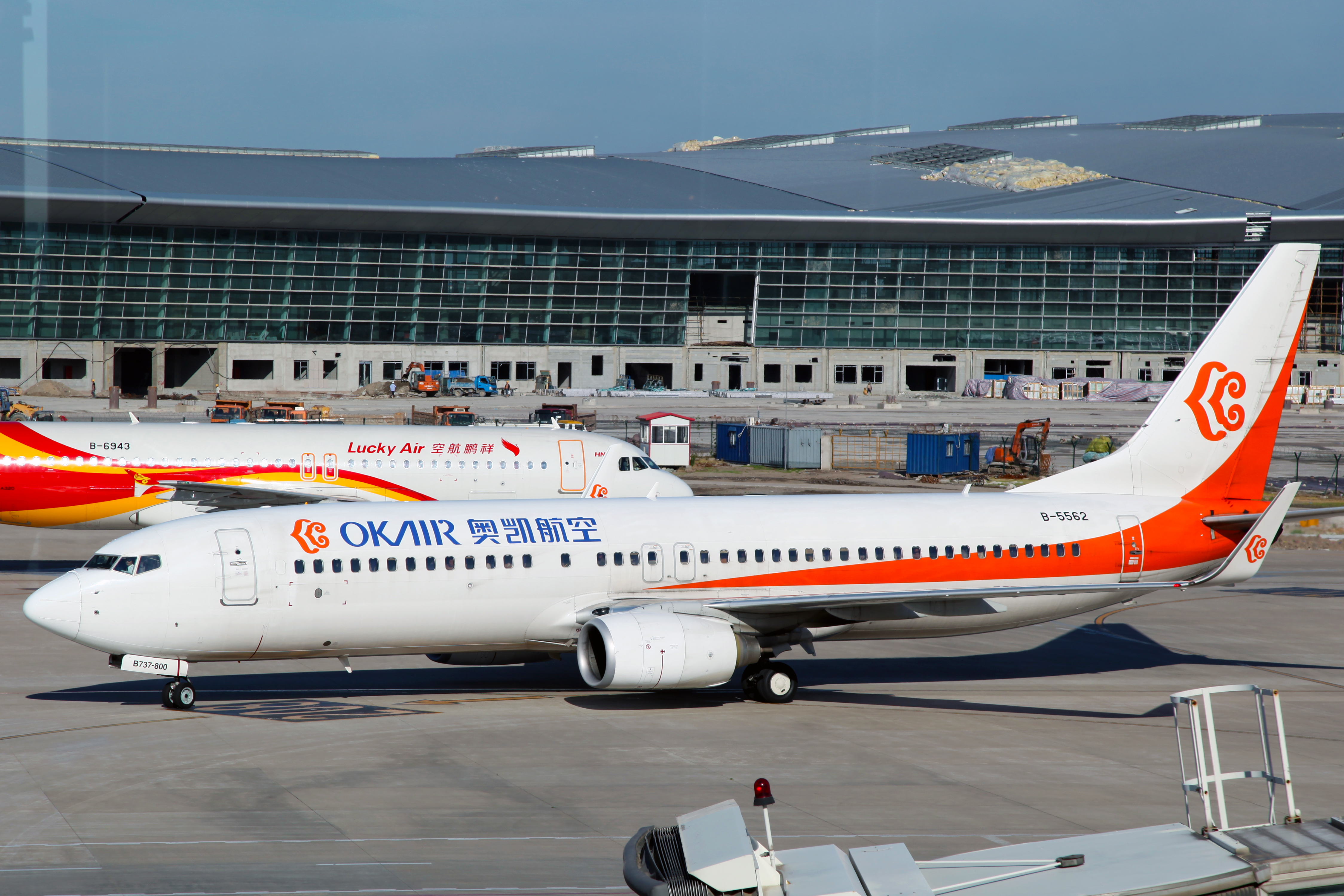
فرودگاه بین‌المللی تیانجین بینهای

### مسافری
| شرکت‌های هواپیمایی                             | مقصدهای پروازی |
| --------------------------------------------- | --- |
| ایر چاینا                                     | سووارنابومی, بائوتو ارلیبان، چانگشا هوانگهوا، چنگدو شوانگلیو، چنگچینگ ییانگبی، دالیان ژووشویزی، داکینگ سارتیو، بایون گوآنگجو، هایکو میلان، هانگجو ژیاشان، هاربین تایپینگ، هوهوت بایتا، هنگ کنگ، کونمینگ چانگشوی، لانجو ژنگچوان، لیجیانگ سانی، ناها، کانزای، سانیا فونیکس، اینچئون، شانگهای هونگچیائو، شانگهای پودنگ، شنژن بن، سونگشان تایپه، ناریتا، تونگهوا سن‌یوانپو، اورومچی دیووپو، زیامن گائوچی، شی‌آن شیان‌یانگ، سینینگ کائوجیابو، یانجی چائویانگ‌چون، یینچوان هیدونگ، Yuncheng |
| ایر چاینا اجرا توسط دالیان ایرلاینز           | دالیان ژووشویزی، شنژن بن |
| ایر ماکائو                                    | ماکائو |
| آسیانا ایرلاینز                               | اینچئون |
| بیجینگ کپیتال ایرلاینز                        | سانیا فونیکس |
| Chengdu Airlines                              | چنگدو شوانگلیو |
| هواپیمایی شرقی چین                            | چایفنگ ایولونگ، دالی، بایون گوآنگجو، هاربین تایپینگ، کونمینگ چانگشوی، شانگهای هونگچیائو، شانگهای پودنگ، Ulanhot، ووهان تیانهه، شیشوانگبانا گاسا |
| هواپیمایی شرقی چین اجرا توسط شانگهای ایرلاینز | کونمینگ چانگشوی، دیهونگ مانگشی، شانگهای هونگچیائو، شانگهای پودنگ |
| هواپیمایی جنوبی چین                           | چانگشا هوانگهوا، چنگچینگ ییانگبی، دالیان ژووشویزی، بایون گوآنگجو، هاربین تایپینگ، جییانگوشان، سانیا فونیکس، ووهان تیانهه، ایوو، زوهای سانزاهو |
| Colorful Guizhou Airlines                     | لانگ‌دونگ‌بائو گوئی‌یانگ |
| اوا ایر                                       | گاوشیونگ، تائویوان تایوان |
| فار ایسترن ایر ترنسپورت                       | سونگشان تایپه |
| Fuzhou Airlines                               | فوژو چنگل، هاربین تایپینگ |
| GX Airlines                                   | نانینگ ووژو، نانیانگ جیانگ‌یینگ، ییچانگ سانگسیا |
| هاینان ایرلاینز                               | Changzhi, انگوراه رای، بایون گوآنگجو، هایکو میلان، شانگهای پودنگ، شنژن بن |
| هنگ کنگ ایرلاینز                              | هنگ کنگ |
| آی-فلای                                       | چارتر فصلی: لیژ، ونوکووا |
| خطوط هوایی ژاپن                               | چوبو سنترایر |
| جونیائو ایرلاینز                              | شانگهای پودنگ |
| کورین ایر                                     | اینچئون |
| Loong Air                                     | هانگجو ژیاشان، هاربین تایپینگ |
| Lucky Air                                     | هوای‌ان لیانشوی، کونمینگ چانگشوی |
| مالزی ایرلاینز                                | کوتا کینابالو (آغاز از ۲۶ مارس ۲۰۱۸) |
| New Gen Airways                               | چارتر: کرابی |
| نوک‌اسکوت                                      | دن موئنگ |
| اوکی ایرویز                                   | چانگشا هوانگهوا، چنگدو شوانگلیو، چنگچینگ ییانگبی، دالیان ژووشویزی، بایون گوآنگجو، گایلین لیانگ‌جیانگ، هانگجو ژیاشان، هاربین تایپینگ، ججو، کونمینگ چانگشوی، نانینگ ووژو، نینگبو لیشه، کانزای، پوکت، کوانژو جینجیانگ، سانیا فونیکس، شنژن بن، هانه‌دا، شی‌آن شیان‌یانگ، یانتای چائوشوی، Yulin، Zhangjiajie فصلی: دا نانگ چارتر: کرابی |
| Scoot                                         | چانگی سنگاپور |
| شاندونگ ایرلاینز                              | بائوتو ارلیبان، بایانور، هوهوت بایتا، کینگدائو لیوتینگ، زیامن گائوچی |
| شنژن ایرلاینز                                 | بایون گوآنگجو، شنژن بن |
| سیچوان ایرلاینز                               | چانگچون لونگییا، چنگدو شوانگلیو، چنگچینگ ییانگبی، هانگجو ژیاشان، هاربین تایپینگ، لانجو ژنگچوان |
| اسپرینگ ایرلاینز                              | چانگ‌بایشان، ججو، کانزای، شانگهای هونگچیائو، شنژن بن، یانچنگ نانیانگ چارتر: سووارنابومی |
| Spring Airlines Japan                         | ناریتا |
| تیانجین ایرلاینز                              | اوکلند، بائوتو ارلیبان، چانگچون لونگییا، چانگشا هوانگهوا، چایفنگ ایولونگ، چنگچینگ ییانگبی، دالیان ژووشویزی، فویانگ ژیگان، فوژو چنگل، گانژو هوانگژین، گایلین لیانگ‌جیانگ، لانگ‌دونگ‌بائو گوئی‌یانگ، هایکو میلان، هایلار دنگشان، هاکوداته، هانگجو ژیاشان، هاربین تایپینگ، هوهوت بایتا، هوای‌ان لیانشوی، هونگشان تونکسی، جیاموسی دنگجیاو، جییانگوشان، کاشغر، کونمینگ چانگشوی، لانجو ژنگچوان، گاتویک، دوموده‌دوو، شرمتیوو، مودانجیانگ هایلانگ، ناها، نانچانگ چانگبی، نانینگ ووژو، نینگبو لیشه، اوردوس ایجین هورو، کانزای، کینگدائو لیوتینگ، سانیا فونیکس، نیو چیتوز، اینچئون، شانگهای هونگچیائو، شنینگ تخین، سیهانکویل، شیاژونگ ژنگدینگ، ووسو تائی‌یوان، هانه‌دا، Tongliao، اورومچی دیووپو، ونچو یونگچیانگ، ووهان تیانهه، زیامن گائوچی، شی‌آن شیان‌یانگ، یانتای چائوشوی، یینچوان هیدونگ، ژنگژو سین‌ژنگ چارتر: ججو، پوکت، ولادی‌وستوک |
| تبت ایرلاینز                                  | لهاسا گونگار، Mianyang |
| وست ایر                                       | چنگچینگ ییانگبی |
| ژیامن ایرلاینز                                | سووارنابومی، چانگشا هوانگهوا، چنگچینگ ییانگبی، دالیان ژووشویزی، فوژو چنگل، لانگ‌دونگ‌بائو گوئی‌یانگ، هایکو میلان، هانگجو ژیاشان، هاربین تایپینگ، هوهوت بایتا، ماکائو، نانتونگ زینگدونگ، کوانژو جینجیانگ، شنژن بن، اورومچی دیووپو، ووهان تیانهه، زیامن گائوچی، شی‌آن شیان‌یانگ |

### باری
| شرکت‌های هواپیمایی        | مقصدهای پروازی                  |
| ------------------------ | ------------------------------- |
| Air China Cargo          | ادمونتون، شانگهای پودنگ         |
| آل نیپون ایرویز          | دالیان ژووشویزی، کانزای، ناریتا |
| Grizodubova Air Company  | آباکان                          |
| چاینا کارگو ایرلاینز     | شانگهای هونگچیائو               |
| هنگ کنگ ایرلاینز         | هنگ کنگ                         |
| لوفت‌هانزا کارگو          | فرانکفورت، یملیانو              |
| کورین ایر                | اینچئون                         |
| TransAVIAexport Airlines | تولمچوا                         |
| ولگا-نپر ایرلاینز        | آباکان                          |
| ازبکستان ایرویز          | ناوویی                          |
| یانگتزه ریور اکسپرس      | مونیخ                           |